# Verona Volley 2021-2022
Questa voce raccoglie le informazioni riguardanti la Verona Volley nelle competizioni ufficiali della stagione 2021-2022.

## Stagione
Nella stagione 2021-22 la neonata Verona Volley non assume alcuna denominazione sponsorizzata.
Partecipa per la prima volta alla Superlega grazie all'acquisto da parte del titolo sportivo dalla NBV; chiude la regular season di campionato al nono posto in classifica, qualificandosi per i play-off 5º posto: termina la fase a gironi al quarto posto, per poi essere eliminata in semifinale dalla You Energy.

## Organigramma societario
Area direttiva
- Presidente: Stefano Fanini
- Amministratore unico: Fabio Venturi
- Direttore sportivo: Gian Andrea Marchesi
- Team Manager: Adi Lami
- Logistica prima squadra: Claudio Brendolan, Claudio Tamanini

Area tecnica
- Allenatore: Radostin Stojčev
- Allenatore in seconda: Dario Simoni
- Scout man: Mario Di Maio
- Responsabile settore giovanile: Simone Salizzoni
- Responsabile tecnico settore giovanile: Bruno Bagnoli

Area comunicazione
- Ufficio stampia: Andrea Redomi, Francesca Castagna

Area marketing
- Ufficio marketing: Martina Frego
- Responsabile area commerciale: Simone Salizzoni

Area sanitaria
- Medico: Alberto Ciacciarelli, Roberto Filippini
- Preparatore atletico: Ivanov Tsvetelin
- Fisioterapista: Fabio Rossin, Gregory Albertini, Alessandro Piccoli
- Massofisioterapista: Claudio Bignotti

## Rosa
| N° | Nome                | Ruolo | Data di nascita   | Nazionalità sportiva |
| -- | ------------------- | ----- | ----------------- | -------------------- |
| 1  | Jonas Aguenier      | C     | 28 aprile 1992    | Francia              |
| 2  | Lorenzo Cortesia    | C     | 26 luglio 1999    | Italia               |
| 3  | Giulio Magalini     | S     | 14 agosto 2001    | Italia               |
| 7  | Raphael de Oliveira | P     | 14 giugno 1979    | Brasile              |
| 8  | Asparuh Asparuhov   | S     | 28 luglio 2000    | Bulgaria             |
| 9  | Rok Možič           | S     | 17 gennaio 2002   | Slovenia             |
| 11 | Uroš Nikolić        | C     | 27 luglio 1998    | Serbia               |
| 12 | Mads Jensen         | O     | 24 aprile 1999    | Danimarca            |
| 13 | Luca Spirito        | P     | 30 ottobre 1993   | Italia               |
| 14 | Anton Qafarena      | O     | 11 giugno 1997    | Albania              |
| 18 | Nathan Wounembaina  | S     | 22 novembre 1984  | Camerun              |
| 21 | Andrea Zanotti      | C     | 28 ottobre 1997   | Italia               |
| 22 | Francesco Donati    | L     | 3 luglio 2001     | Italia               |
| 29 | Federico Bonami     | L     | 29 settembre 1993 | Italia               |

## Mercato
| Acquisti | Acquisti            | Acquisti      | Acquisti   |
| R.       | Nome                | da            | Modalità   |
| -------- | ------------------- | ------------- | ---------- |
| C        | Jonas Aguenier      | NBV           | definitivo |
| S        | Asparuh Asparuhov   | NBV           | definitivo |
| L        | Federico Bonami     | NBV           | definitivo |
| L        | Francesco Donati    | NBV           | definitivo |
| C        | Lorenzo Cortesia    | Trentino      | definitivo |
| P        | Raphael de Oliveira | Funvic        | definitivo |
| O        | Mads Jensen         | NBV           | definitivo |
| S        | Giulio Magalini     | NBV           | definitivo |
| S        | Rok Možič           | Maribor       | definitivo |
| C        | Uroš Nikolić        | Niš           | definitivo |
| O        | Anton Qafarena      | Barkom-Kažany | definitivo |
| P        | Luca Spirito        | NBV           | definitivo |
| S        | Nathan Wounembaina  | Asswehly      | definitivo |
| C        | Andrea Zanotti      | NBV           | definitivo |

## Risultati

### Superlega

#### Girone di andata
| 1ª Giornata - 12 ottobre 2021 PalaTrento, Trento                | Trentino           | 3 - 0 | Verona             | 25-16, 29-27, 25-23               |
| 2ª Giornata - 17 ottobre 2021 PalaOlimpia, Verona               | Verona             | 1 - 3 | Sir Safety Perugia | 18-25, 19-25, 25-22, 23-25        |
| 3ª Giornata - 31 ottobre 2021 PalaOlimpia, Verona               | Verona             | 1 - 3 | Top Volley Latina  | 20-25, 27-29, 25-19, 21-25        |
| 4ª Giornata - 3 novembre 2021 PalaCivitanova, Civitanova Marche | Lube               | 3 - 0 | Verona             | 25-22, 25-20, 25-20               |
| 5ª Giornata - 7 novembre 2021 PalaOlimpia, Verona               | Verona             | 3 - 2 | Prisma Taranto     | 24-26, 25-20, 25-23, 19-25, 15-13 |
| 7ª Giornata - 21 novembre 2021 Palalido, Milano                 | Powervolley Milano | 3 - 1 | Verona             | 24-26, 25-22, 25-20, 25-18        |
| 8ª Giornata - 24 novembre 2021 PalaOlimpia, Verona              | Verona             | 3 - 1 | Callipo            | 25-22, 25-22, 26-28, 26-24        |
| 9ª Giornata - 28 novembre 2021 PalaPanini, Modena               | Modena             | 3 - 0 | Verona             | 27-25, 25-22, 25-21               |
| 10ª Giornata - 4 dicembre 2021 PalaOlimpia, Verona              | Verona             | 3 - 1 | Porto Robur Costa  | 25-16, 25-17, 22-25, 25-20        |
| 11ª Giornata - 8 dicembre 2021 PalaSanLazzaro, Padova           | Padova             | 3 - 0 | Verona             | 25-21, 25-16, 25-21               |
| 12ª Giornata - 23 dicembre 2021 PalaOlimpia, Verona             | Verona             | 3 - 2 | You Energy         | 18-25, 25-22, 15-25, 25-20, 15-10 |
| 13ª Giornata - 19 dicembre 2021 Palazzetto dello sport, Monza   | Milano             | 3 - 2 | Verona             | 25-17, 23-25, 26-24, 22-25, 17-15 |

#### Girone di ritorno
| 14ª Giornata - 26 dicembre 2021 PalaOlimpia, Verona                       | Verona             | 3 - 2 | Trentino           | 13-25, 29-31, 25-20, 25-10, 15-12 |
| 15ª Giornata - 29 dicembre 2021 PalaEvangelisti, Perugia                  | Sir Safety Perugia | 3 - 0 | Verona             | 25-20, 25-20, 25-18               |
| 16ª Giornata - 29 gennaio 2022 Palazzetto dello Sport, Cisterna di Latina | Top Volley Latina  | 1 - 3 | Verona             | 25-23, 20-25, 23-25, 21-25        |
| 17ª Giornata - 12 marzo 2022 PalaOlimpia, Verona                          | Verona             | 1 - 3 | Lube               | 14-25, 25-23, 20-25, 18-25        |
| 18ª Giornata - 16 gennaio 2022 PalaMazzola, Taranto                       | Prisma Taranto     | 3 - 0 | Verona             | 25-23, 25-23, 25-14               |
| 20ª Giornata - 5 febbraio 2022 PalaOlimpia, Verona                        | Verona             | 3 - 2 | Powervolley Milano | 17-25, 25-15, 19-25, 25-23, 23-21 |
| 21ª Giornata - 13 febbraio 2022 PalaMaiata, Vibo Valentia                 | Callipo            | 3 - 0 | Verona             | 26-24, 25-14, 25-23               |
| 22ª Giornata - 20 febbraio 2022 PalaOlimpia, Verona                       | Verona             | 1 - 3 | Modena             | 21-25, 25-27, 30-28, 21-25        |
| 23ª Giornata - 26 febbraio 2022 PalaDeAndré, Ravenna                      | Porto Robur Costa  | 1 - 3 | Verona             | 21-25, 15-25, 26-24, 20-25        |
| 24ª Giornata - 22 gennaio 2022 PalaOlimpia, Verona                        | Verona             | 3 - 1 | Padova             | 22-25, 25-18, 25-20, 25-21        |
| 25ª Giornata - 10 marzo 2022 PalaBanca, Piacenza                          | You Energy         | 3 - 0 | Verona             | 25-19, 25-23, 25-20               |
| 26ª Giornata - 20 marzo 2022 PalaOlimpia, Verona                          | Verona             | 3 - 1 | Milano             | 22-25, 25-19, 25-18, 27-25        |

#### Play-off 5º posto
| 1ª Giornata - 17 aprile 2022 PalaOlimpia, Verona                       | Verona            | 3 - 0 | Prisma Taranto     | 28-26, 25-22, 25-17               |
| 2ª Giornata - 23 aprile 2022 Palazzetto dello sport, Monza             | Milano            | 3 - 1 | Verona             | 25-23, 17-25, 25-13, 25-16        |
| 3ª Giornata - 27 aprile 2022 PalaOlimpia, Verona                       | Verona            | 1 - 3 | Powervolley Milano | 26-28, 25-22, 16-25, 25-27        |
| 4ª Giornata - 30 aprile 2022 PalaBanca, Piacenza                       | You Energy        | 3 - 2 | Verona             | 23-25, 25-22, 25-19, 20-25, 15-9  |
| 5ª Giornata - 3 maggio 2022 Palazzetto dello Sport, Cisterna di Latina | Top Volley Latina | 2 - 3 | Verona             | 24-26, 25-16, 22-25, 25-20, 17-19 |
| Semifinali - 7 maggio 2022 PalaBanca, Piacenza                         | You Energy        | 3 - 1 | Verona             | 25-22, 25-11, 19-25, 25-19        |

## Statistiche

### Statistiche di squadra
| Competizione | Punti | In casa | In casa | In casa | In trasferta | In trasferta | In trasferta | Totale | Totale | Totale |
| Competizione | Punti | G       | V       | P       | G            | V            | P            | G      | V      | P      |
| ------------ | ----- | ------- | ------- | ------- | ------------ | ------------ | ------------ | ------ | ------ | ------ |
| Superlega    | 27/6  | 14      | 9       | 5       | 16           | 3            | 13           | 30     | 12     | 18     |
| Totale       | -     | 14      | 9       | 5       | 16           | 3            | 13           | 30     | 12     | 18     |

G = partite giocate; V = partite vinte; P = partite perse 

### Statistiche dei giocatori
| Giocatore      | Superlega | Superlega | Superlega | Superlega | Superlega | Totale | Totale | Totale | Totale | Totale |
| Giocatore      | P         | PT        | AV        | MV        | BV        | P      | PT     | AV     | MV     | BV     |
| -------------- | --------- | --------- | --------- | --------- | --------- | ------ | ------ | ------ | ------ | ------ |
| J. Aguenier    | 23        | 97        | 65        | 27        | 5         | 23     | 97     | 65     | 27     | 5      |
| A. Asparuhov   | 27        | 226       | 185       | 20        | 21        | 27     | 226    | 185    | 20     | 21     |
| F. Bonami      | 29        | 0         | 0         | 0         | 0         | 29     | 0      | 0      | 0      | 0      |
| L. Cortesia    | 28        | 172       | 105       | 51        | 16        | 28     | 172    | 105    | 51     | 16     |
| F. Donati      | 20        | 0         | 0         | 0         | 0         | 20     | 0      | 0      | 0      | 0      |
| M. Jensen      | 29        | 387       | 330       | 25        | 32        | 29     | 387    | 330    | 25     | 32     |
| G. Magalini    | 22        | 127       | 105       | 17        | 5         | 22     | 127    | 105    | 17     | 5      |
| R. Možič       | 29        | 532       | 460       | 43        | 29        | 29     | 532    | 460    | 43     | 29     |
| U. Nikolić     | 20        | 73        | 51        | 14        | 8         | 20     | 73     | 51     | 14     | 8      |
| A. Qafarena    | 19        | 87        | 75        | 5         | 7         | 19     | 87     | 75     | 5      | 7      |
| L. Spirito     | 27        | 50        | 22        | 19        | 9         | 27     | 50     | 22     | 19     | 9      |
| R. de Oliveira | 23        | 10        | 4         | 4         | 2         | 23     | 10     | 4      | 4      | 2      |
| N. Wounembaina | 19        | 47        | 39        | 6         | 2         | 19     | 47     | 39     | 6      | 2      |
| A. Zanotti     | 17        | 65        | 45        | 17        | 3         | 17     | 65     | 45     | 17     | 3      |

P = presenze; PT = punti totali; AV = attacchi vincenti; MV = muri vincenti; BV = battute vincenti